# Талалаївка (Василівка)
Талалаївка — колишнє село у Ситковецькому районі Вінницької області.
Село Талалаївка описується у спогадах араба Булос Ібн аз-Заїма аль-Халебі (Павла Халебського) під час подорожі у 1654 р. патріарха Макарія III.